# Berthe Bénichou-Aboulker
Berthe-Sultana Bénichou-Aboulker (in arabo بيرت بينيشو أبولكير‎?; Orano, 16 maggio 1886 – Algeri, 19 agosto 1942) è stata una scrittrice, drammaturga e poetessa algerina con cittadinanza francese.

## Biografia
Berthe nacque a Orano da Adelaïde Azoubib e da Mardochée Bénichou, membri di due tra le più importanti famiglie ebree di Orano. Crebbe in una villa rinomata per la sua costruzione con la propria sinagoga.
Ricevette una buona educazione in lingua francese come la madre e tutte le donne della sua famiglia, così come lo zio Raymond Bénichou che, dopo aver studiato a Parigi, divenne scrittore e filosofo riconosciuto.
Nel 1908, all'età di 22 anni, sposò Henri Samuel Aboulker, professore di medicina. La coppia ebbe quattro figli, tra i quali José che diventò medico, Marcelle, Colette che divenne psicoterapeuta e un'altra ragazza che morì giovane.
Musicista e cantante, Berthe espresse anche un talento come pittrice. Membro attivo dei circoli intellettuali ebraici di Algeri, divenne nota nel 1933 per le sue pubblicazioni. Scrisse numerose poesie e opere teatrali, tra le quali la più famosa fu La Kahena, reine berbère, incentrata sulla regina berbera Kahina.
A causa del loro impegno come combattenti della resistenza durante la seconda guerra mondiale, in particolare nell'ambito dell'Operazione Torch dell'8 novembre 1942, il marito ricevette la Médaille de la Résistance, il figlio José ricevette la Ordre de la Libération e Colette la Croix de guerre 1939-1945. Ma Berthe non partecipò alla cerimonia di partecipazione in quanto morì nel 1942.

## Opere

### Teatro
- La Kahena, reine berbère, Algeri, P. & G. Soubiron, 1933, 111 p.
- Louise de Lavallière, Algeri, P. & G. Soubiron, 1935, illustrazioni di Francis Harburger.

### Poesie
- Pays de flamme, Algeri, P. & G. Soubiron, 1935.
- Danses, visions, Algeri, La Maison des livres, 1939.
- Balkis la Sabéenne, Poèmes à Rébécca et Le Stratagème, Algeri, La Maison des Livres, 1939.